# Correva l'anno di grazia 1870
Correva l'anno di grazia 1870 és una pel·lícula dramàtica italiana del 1971 dirigida per Alfredo Giannetti.

## Argument
En la Roma de 1870 molts presoners defalleixen a la presó, culpables d'afavorir la fi del poder temporal. Entre ells està Augusto Parenti, greument malalt. La seva dona Teresa igual que ell és d'idees liberals, viu a base d'esforços i sacrificis amb el seu fill Mario. La pobresa i la necessitat l'obliguen a ingressar al nen en un seminari. Quan els piemontesos entren a Roma, Teresa es dirigeix a la presó per alliberar a Augusto, Teresa li explica el triomfal alliberament que ell sempre havia esperat, i Augusto mor entre els seus braços.

## Repartiment
- Anna Magnani: Teresa Parenti
- Mario Carotenuto: Don Aldo
- Osvaldo Ruggeri: Nino Colasanti
- Duilio Cruciani: Mario, el seu fill
- Marcello Mastroianni: Augusto Parenti
- Ermelinda De Felice: Sora Giovanna
- Winni Riva: Sora Nannina
- Fiona Florence: Reina
- Eugenio Cappabianca: Cardenal
- Alberto Hammermann: Sacerdot del seminari
- Alessandro Vagoni: Segon sacerdot
- Gastone Bartolucci: notari
- Franco Balducci: Remo Bezzi
- Massimo Sarchielli: Anselmo el sabater
- Aldo Cecconi: company d'Augusto a la presó
- Dino Mele: el company d'Augusto a la presó
- Giulio Paradisi: Company d'Augusto a la presó
- Silla Bettini: companya d'Augusto a la presó
- Luciano Bonanni: company d'Augusto a la presó